# Дражен Јанковић
Дражен Јанковић Драле (Сарајево, 1965 — Београд, 9. новембар 2018) био је југословенски и српски клавијатуриста, композитор и писац.

## Биографија
Рођен је 1965. године у Сарајеву где је завршио основну школу и Другу сарајевску гимназију. Његов отац Срђан био је лингвистичар и универзитетски професор оријентализма на Филозофском факултету Универзитета у Сарајеву. Његов старији брат је српски музичар Неле Карајлић.
Јанковић је био клавијатуриста сарајевских рок бендова Забрањено Пушење за који је наступао под псеудонимом Сеид Мали Карајлић (по узору на Сеид Мемић Вајту) и бенда Elvis J. Kurtović & His Meteors. Такође, био је члан београдског рок бенда Но смокинг оркестра, од његовог оснивања 1993. године.
Паралелно са радом у групама, компоновао је и објавио соло албуме Опомена 1, Објашњења и Опомена 3. Јанковић је био један од истакнутих музичара Новог примитивизма у свом родном граду.
Поред музике, Јанковић је био сценариста и глумац у радио комедији и ТВ серији Топ листа надреалиста (1989–1991) и серији Сложна браћа (1995). Појавио се и у филму Super 8 Stories 2001. године, режисера и сценаристе Емира Кустурице. Поред глуме и музике бавио се и писањем, а објавио је шест књига.
Преминуо је 9. новембра 2018. године у Београду, а сахрањен је на Новом бежанијском гробљу.

## Дискографија

### Соло албуми
- Опомена 1 (2006)
- Објашњења (2007)
- Опомена 3 (2010)

### Са Забрањеним пушењем
- Das ist Walter (1984)
- Док чекаш сабах са шејтаном (1985)
- Поздрав из земље Сафари (1987)

## Филмографија
| Година    | Назив                             | Улога          | Напомена          |
| --------- | --------------------------------- | -------------- | ----------------- |
| 1989–1991 | Топ листа надреалиста (ТВ серија) | споредне улоге | сезоне 2 и 3      |
| 1996      | Сложна браћа (ТВ серија)          | Немања 2       |                   |
| 2001      | Super 8 Stories                   | самог себе     | документарни филм |

## Књижевна дела
- Приватни семафор: приче, песме, афоризми (2007)
- Приватни семафор 2 (2009)
- Приватни семафор 3: песме
- Приватни семафор 4: песме (2011)
- Унца унца чудо – Путопис (2011)[7][8]
- Прича са ушћа Саве и Дунава из Београда (2016)[9]